# Прецизионизм
Прецизионизм, или пресижинизм (англ. precision — точность, чёткость) — направление, характерное для американской живописи 1930-х годов, разновидность магического реализма.
Главный сюжет для прецизионистов — изображение города, его пластическая визуализация в чётких геометрических формах. Отсюда главные «герои» картин: мосты (Джозеф Стелла «Бруклинский мост»), небоскрёбы (Джорджия О’Кифф «Ночь»), фабрики, элеваторы (Чарльз Демут «Мой Египет») и другие промышленные достижения цивилизации.
Язык форм прецизионистов геометрически выверен, до предела механистичен. Пространство картин стерильно, такое ощущение, что из них выкачан воздух (Кроуфорд «Автострада»), в нём нет человека. В то же время такая пустота подчёркивает вневременный характер изображения. Главная тема — механистическая эстетика — роднит прецизионистов с итальянскими футуристами.
После выставки технических достижений «Новый век» (1926 год) прецизионисты получают статус официально рекомендованного государством течения.
- Чарльз Демут, «Фигура № 5 в золоте»
- Джорджия О’Кифф, «Рассвет»
- Джордж Аулт, «Ручей в горах»